# CBB Mobil
CBB Mobil A/S er et dansk mobiltelefoniselskab, der blev etableret af Peer Kølendorf og Michael Moesgaard Andersen under navnet Club Blah Blah d. 1. oktober 2000. 
CBB Mobils hovedkontor ligger på Frederikskaj 8, 2450 København SV.

## Historie
Selskabet skiftede den 1. oktober 2002 til sit nuværende navn, som er en forkortelse af Club Blah Blah, i et forsøg på med ironi at tiltrække kunder.
CBB blev 1. maj 2004 overtaget af Sonofon (nu Telenor). Sammen med Telmore var CBB Mobil først til at udbyde mobiltelefoni over internettet i Danmark, hvilket gav markant lavere priser. CBB Mobil havde godt 160.000 kunder, da Sonofon købte selskabet for 175 mio. kroner, hvilket svarede til cirka fire procent af det danske mobilmarked på det tidspunkt. Selskabet ledes i dag af Nikolaj Boserup. Der er i maj 2006 76 ansatte i CBB Mobil med en kundebase på mere end 380.000 kunder. I 2006 havde selskabet et overskud på 19,2 mio. kr. og havde på et tidspunkt mere end 400.000 kunder. I januar 2016 havde CBB 550.000 kunder. Colour Mobile og One mobile var brands under CBB Mobil.

## Ekstern kilde/henvisning
- CBB Mobils hjemmeside